# Ashley Carroll
Ashley Carroll (ur. 24 listopada 1994 r. w Santa Barbara) – amerykańska strzelczyni, trzykrotna mistrzyni świata, dwukrotna złota medalistka igrzysk panamerykańskich.